# Kalle Anka på Grönland
Kalle Anka på Grönland (Luck of the North) är en Kalle Anka-historia av Carl Barks från 1949. Den handlar hur Kalle Anka lurar iväg Alexander Lukas till Grönland men får dåligt samvete och bestämmer sig för att hämta hem honom.

## Handling
Det börjar med att Kalle träffar Alexander Lukas som skryter med sin fantastiska tur. Kalle tröttnar på skrytet och tillverkar en påhittad karta till en gruva med uran. Kalle låter sedan Alexander hitta kartan varvid denne beger sig iväg mot gruvan. När Kalle kontrollerar koordinaterna han angett på kartan visar de sig ligga utanför Grönland. Fylld av dåligt samvete tar Kalle med sig Knattarna för att stjäla tillbaka kartan och på så sätt tvinga hem Alexander utan att avslöja att kartan är falsk. Alexanders tur hindrar Kalle från att lyckas och till slut hamnar de på ett isberg som befinner sig på de angivna koordinaterna. Isberget visar sig innehålla ett infruset vikingaskepp fullt med guld. Alexander lyckas registrera äganderätten till skeppet och dess guld, men skänker resten till Kalle, i tron att det är värdelöst. Knattarna hittar dock en karta över Nordamerika från vikingatiden, vilken visar sig vara mycket värdefull.